# Slimane Zeghidour
Œuvres principales
- La vie quotidienne à La Mecque, de Mahomet à nos jours
- Le voile et la bannière
- 50 mots de l’islam
- Sors, la route t'attend

Slimane Zeghidour, né le 20 septembre 1953 à Eraguene, est un écrivain, chercheur et journaliste franco-algérien. Spécialiste du monde arabe, de l'Amérique latine, il a notamment consacré un ouvrage à l'importante diaspora arabe dans cette région. Il s'intéresse également à la Russie et l'Asie centrale.

## Biographie
Slimane Zeghidour est né à Eraguene (Wilaya de Jijel, Kabylie des Babors) en septembre 1953. Il grandit dans le camp de regroupement d'Erraguène où il apprend à lire dans une école gérée par l'armée française et avec des appelés du contingent pour instituteurs. Il raconte par le menu ces années de guerre dans un récit à la première personne, dans l'ouvrage Sors, la route t'attend.
Il s'installe à Paris en 1974 et débute comme illustrateur pour Libération et Pilote puis entame une carrière d'écrivain et de grand reporter (Le Monde, Le Nouvel Observateur, GEO, Télérama, El Pais, La Vie). Il est rédacteur en chef à TV5 Monde où il tient une chronique régulière, et chercheur associé à l'Institut de relations internationales et stratégiques (IRIS). Il a été chargé de cours à Sciences Po (campus de Menton et Poitiers) où il a assuré un séminaire de « géopolitique des religions »,domaine auquel il consacre son blog.

## Œuvres
- A poesia arabe e O Brasil (en portugais)
- La poésie arabe moderne entre l'Islam et l'Occident
- La vie quotidienne à la Mecque de Mahomet à nos jours
- Le voile et la bannière
- L'homme qui voulait rencontrer Dieu
- La Mecque au cœur du pèlerinage
- 50 mots de l'Islam
- L’Algérie en couleurs : photos d'appelés 1954-1962, avec Tramor Quemeneur, Les Arènes, 2012, 216 p.
- Sors, la route t'attend, Les Arènes, début 2017